# Темні води (фільм, 2019)
«Темні води» (англ. «Dark Waters») — американський психологічний трилер, знятий режисером Тоддом Гейнсом за сценарієм Маріо Корреа та Метью Карнахана. У головних ролях фільму зіграли такі  актори, як Марк Руффало, Енн Гетевей, Тім Роббінс, Віктор Ґарбер, Маре Віннінгем, Вільям Джексон Харпер та Білл Пуллман. 
Фільм вийшов у обмежений прокат 22 листопада 2019 року в мережі компанії Focus Features, на широкий же екран «Темні води» вийшов 6 грудня того ж року.

## Сюжет
Фільм засновано на реальній історії корпоративного адвоката Роберта Білотта (Руффало), який розкрив зв'язок між низкою таємничих смертей і великою кількістю захворювань у маленькому містечку та хімічною компанією DuPont, яка протягом декількох десятиліть незаконно зливала хімічні сполуки до річок. Адвокат починає  боротьбу за оприлюднення фактів про хімічне забруднення водних ресурсів. Позов, присуджений Білоттом проти DuPont, призвів до виплати понад 600 мільйонів доларів у 2017 році.

## У ролях
| Актор                 | Роль           |
| --------------------- | -------------- |
| Марк Раффало          | Роберт Білотт  |
| Енн Гетевей           | Сара Білотт    |
| Тім Роббінс           | Том Терп       |
| Білл Кемп             | Вілбур Теннант |
| Віктор Ґарбер         | Філ Доннеллі   |
| Білл Пуллман          | Гаррі Дайцлер  |
| Мейр Віннінгем        | Дарлін Кігер   |
| Вільям Джексон Харпер | Джеймс Росс    |

## Виробництво
21 вересня 2018 року було оголошено, що режисер  Тодд Гейнс розпочав роботу над фільмом за сценарієм Меттью Карнахана, який був спродюсований кінокомпанією Participant Media разом із Марком Руффало. У листопаді 2018 року актор Марк Руффало отримав головну роль у майбутньому фільмі. У січні 2019 року актори Енн Гетевей, Тім Роббінс, Віктор Гарбер, Маре Віннінгем, Вільям Джексон Харпер та Білл Пулман приєдналися до акторського складу фільму, згодом продюсерки незалежного кіно Крістін Вакон та Памела Коффлер також приєдналися до роботи над фільм.
Основні зйомки фільму розпочались 14 січня 2019 року в Цинциннаті, штат Огайо. 